# Czerwonka (powiat suwalski)
Czerwonka – osada w Polsce położona w województwie podlaskim, w powiecie suwalskim, w gminie Szypliszki.
W latach 1975–1998 miejscowość należała administracyjnie do województwa suwalskiego.
Przez wieś przebiega droga krajowa nr 8 oraz trasa europejska nr E67 - Via Baltica.